# Agrypnus murinus
Espèce
Agrypnus murinus ou Taupin rongeur (nom vernaculaire) est une espèce d'insectes de l'ordre des coléoptères, de la famille des Elateridae (Taupins) et du genre Agrypnus.

## Répartition et habitat

### Répartition
Il est présent dans la grande majorité des pays d'Europe, de la péninsule ibérique à la Russie, et jusqu'au Moyen-Orient.

### Habitat
Visible de mai à juin, il aime les milieux ouverts et est commun .

## Description
Sa taille est comprise entre 12 et 17 mm. Gris foncé, il est irrégulièrement velu de poils clairs. Le pronotum comporte deux fortes bosses tandis que les bords latéraux sont carénés sur toute leur longueur. Les élytres sont très déprimés entre les épaules.

## Biologie
La larve est terrestre et se nourrit de vers et de larves d'insectes.

## Systématique
L'espèce Agrypnus murinus est décrite par le naturaliste suédois Carl von Linné en 1758 sous le protonyme Elater murinus.

## Synonymie
Selon INPN (17 août 2014) : 
- Adelocera murina L.
- Elater kokeilli Küster, 1845
- Lacon murinus